# گاگل (زاکسن-آنهالت)
گاگل (به آلمانی: Gagel) یک منطقهٔ مسکونی در آلمان است که در التمارکیسچ هول واقع شده‌است. گاگل ۱۲۵ نفر جمعیت دارد.